# Girolti református templom
A girolti református templom műemlékké nyilvánított templom Romániában, Kolozs megyében. A romániai műemlékek jegyzékében a CJ-II-m-B-07670 sorszámon szerepel.